# Gernikako Arbola
Il Gernikako Arbola (albero di Guernica in basco) è una quercia (Quercus robur) che simboleggia la libertà tradizionale del popolo biscaglino e, per estensione, di tutto il popolo basco.
Tutti i sovrani, il cui territorio comprendeva anche la regione della Biscaglia, dovevano giurare sotto il Gernikako Arbola di rispettare le libertà del popolo biscaglino e, attualmente, il lehendakari dei Paesi Baschi accetta la propria carica proprio sotto questa quercia.

## L'albero

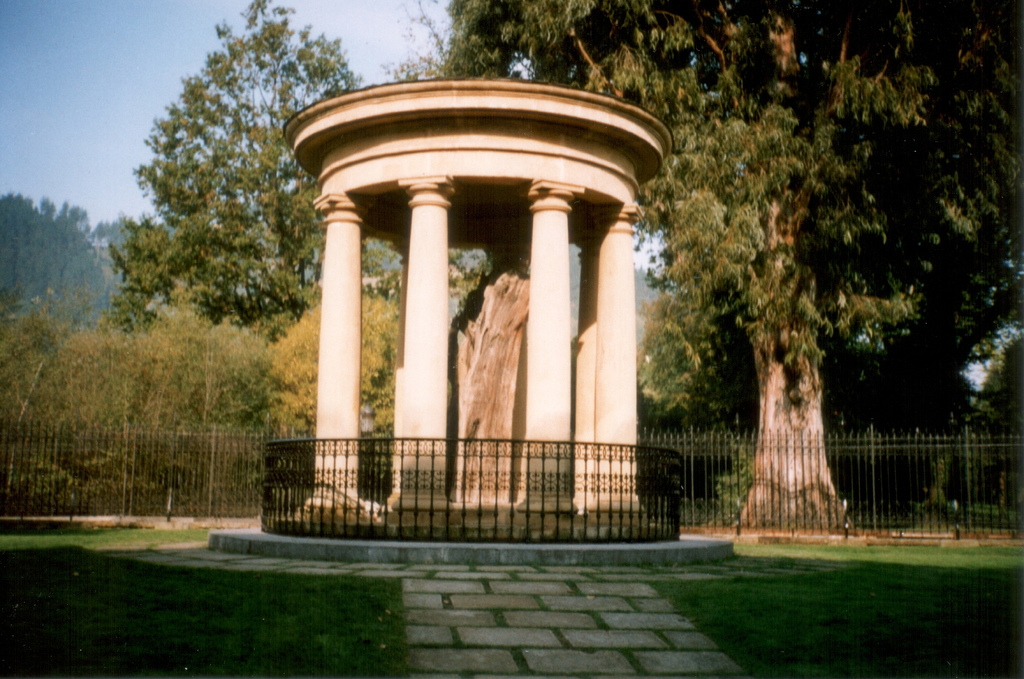
Il tronco dellalbero vecchio.

Lo stemma della Biscaglia rappresenta il Gernikako Arbola.

Il verde dell'Ikurrina, la bandiera dei Paesi Baschi e di Euskal Herria, è un richiamo al Gernikako Arbola.

Nel medioevo i rappresentanti dei villaggi della Biscaglia tenevano assemblee sotto alcuni grossi alberi del posto. A partire dal 1512 le assemblee separate furono soppiantate da un'unica assemblea nella città di Guernica e la sua quercia assunse sempre più un significato simbolico. Le assemblee attuali vengono tenute in un eremo progettato appositamente a questo scopo (quello attuale risale al 1833).
Il Signore di Vizcaya ha giurato di rispettare le libertà di Biscaglia (i Fueros de Vizcaya ) sotto questa quercia. Quando il Señorío fu integrato nel Regno di Castiglia, il titolo di Signore di Vizcaya fu trasmesso insieme a quello di Re di Castiglia e, successivamente, a quello di Spagna.
Nella Casa de Juntas de Guernica è conservato un dipinto del pittore Alava del XVII secolo Francisco de Mendieta y Retes, che rappresenta il momento in cui Fernando il Cattolico giurò sotto l'albero i Fueros de Vizcaya.
La sua immagine compare sullo scudo di Vizcaya, in quello di molti dei suoi comuni e in quello dei Paesi Baschi.
"A sinistra, come dubbio, l'uso che i Signori di Vizcaya hanno giurato per la prima volta i loro privilegi, il piede sinistro a piedi nudi, dimostrano che almeno li hanno giurati sotto l'albero di Guernica, quando sono entrati per farlo." "(...) regnante nelle Asturie, León e Galizia Don Alonso il Grande tra l'ottocentosettantadue, o sei e novecentodieci, o dodici, i Vizcaínos in riconoscimento del coraggio con cui Don Zuria, suo nobile naturale, li guidò, e con la quale combatté, nella battaglia di Arrigorriaga, contro un Royal Infant, che voleva con la forza dominarli, decisero di sceglierlo come signore. giurarono i loro privilegi ed esenzioni, fu loro solennemente giurato, e con un plauso universale per il Signore. Gli antichi scritti concordano sul fatto che c'era il giuramento. Esprimilo anche Argote de Molina. (I) [Argote de Molina lib. I. ch. 83.] Non sappiamo se anche gli altri, di coloro che erano duchi, o precedenti governatori di Vizcaya, vi furono costituiti "."... Anche il re Don Fernando el Católico nell'anno millequattrocentosettantasei, evidenziato con la sua persona la cerimonia del giuramento, quindi l'albero di Guernica... ".
La lista dei Gernikako Arbola conosciuti, che formano una dinastia:
- il capostipite, piantato nel quattordicesimo secolo, durò 450 anni.
- l'albero vecchio (1742-1892), ripiantato nel 1811. Il suo tronco è conservato in un tempietto situato nel giardino circostante.
- il terzo (1858-2004), ripiantato nel 1860, sopravvisse al bombardamento di Guernica del 1937, ma fu stroncato da un fungo. I giardinieri biscaglini conservano alcune querce nate dalle ghiande di quest'albero.
- il quarto (1986-2015) è una delle querce nate dal precedente ed è stato ripiantato il 25 febbraio 2005 ed è morto il 15 gennaio 2015 a causa di una malattia provocata dall'umidità.
- il quinto è stato piantato nel marzo 2015

L'importanza simbolica del Gernikako Arbola è sottolineata anche da un fatto storico avvenuto poco dopo il bombardamento di Guernica. Quando le truppe franchiste presero la città, il Tercio di Begoña, formato da volontari carlisti biscaglini, mise una guardia armata a protezione della quercia per difenderla dai falangisti, che volevano abbattere questo simbolo del nazionalismo basco.
Una quercia è raffigurata sullo stemma araldico della Biscaglia e, di conseguenza, sugli stemmi di molte delle città biscagline. Una foglia di quercia è stata usata dal governo locale di Biscaglia. Il logo del partito nazionalista basco Eusko Alkartasuna ed una vecchia versione del logo dell'organizzazione giovanile nazionalista Jarrai rappresentano una foglia di quercia.
Le autorità basche sono solite regalare, come simbolo di amicizia e fratellanza, alcuni germogli del Gernikako Arbola ai gruppi di emigrati baschi ed alle città gemellate. L'Ikurriña, la bandiera della Comunità Autonoma dei Paesi Baschi e di Euskal Herria, ha tra i suoi colori il verde, che richiama proprio il Gernikako Arbola.

## Storia dell'albero

### L'albero-padre (XIV secolo-1742)
La tradizione pone il XIV secolo come il momento della nascita del più antico albero documentato, il cosiddetto Albero del Padre. Proveniva da un boschetto di querce chiamato "La Antigua", di cui esistono prove sin dal XII secolo e si stima che sia nato nel 1334 e vissuto fino al 1881. Sotto di lui furono giurati i charter di Vizcaya nel 1476, Fernando II e nel 1483, Isabella I "la Cattolica ".
Nell'anno 1562 il seggio giurato scompare e si ritiene che sia stato costruito un qualche tipo di tempio. Tre anni dopo, nel 1564, pensano di abbatterlo e sostituirlo con uno nuovo; anche allora ci fu una piantagione di germogli dell'albero simbolico. Nel 1665 fu costruito un tempio con sette sedie di pietra e gli scudi di Spagna e Vizcaya.
Nel 1742 fu piantato un alberello dietro il rostro che sarebbe stato chiamato " Vecchio Albero " e il cui tronco è ancora visibile nei locali della Casa de Juntas de Guernica dove si trovava in un tempietto nel 1926. Nel 1811 il Padre Albero.

### Il vecchio albero (1742-1892)
Piantato nel 1742 per sostituire l'albero del padre. Nel 1839 la reggente María Cristina giurò i Fueros per conto della regina Isabella II; questa è stata l'ultima volta che si è svolto questo rito.
Nel 1859 una piantina di due anni fu piantata davanti al tempio, che si prosciugò due anni dopo. Nel 1861 fu piantato di nuovo un alberello. Il " Vecchio Albero " morì nel 1892 e nel 1926 fu collocato in un piccolo tempio circolare su un lato della Casa de Juntas per essere esposto.

### L'albero figlio e i suoi successori
L'Albero Figlio, posto davanti al tempio con le sette sedie, è quello che è stato iconizzato in molte riproduzioni a partire dal XX secolo. Sotto questo albero, il primo presidente dell'autogoverno dei Paesi Baschi prestò giuramento durante la Seconda Repubblica spagnola, il Lendakari José Antonio Aguirre (in seguito è stata mantenuta l'usanza che tutti i presidenti del governo basco giurassero o promettessero le loro posizioni in questo luogo).
Ha assistito al bombardamento di Guernica nell'aprile 1937, in cui i dintorni della Casa de Juntas e l'albero non sono stati danneggiati. Quando le truppe franchiste presero Guernica nel 1937, nel quadro della guerra civile spagnola, si sparse la voce che diversi falangisti si stavano preparando ad abbattere l'albero con le asce, considerandolo un simbolo nazionalista. L'allora capitano del Tercio de Begoña, Jaime del Burgo Torres (padre del deputato di Navarra Jaime Ignacio del Burgo) ordinò di formare una squadra di requeté armati con la quale circondò l'albero e ne impedì il danneggiamento.
Il 20 aprile 2004 viene dichiarata in pensione ed è morto a causa del fungo Armillaria mellea, di essere sostituito da uno dei suoi figli, nato nel 1986, il 25 febbraio 2005, che ha presieduto la Camera dei Incontri di Guernica fino al 15 gennaio 2015. Nell'estate del 2014 questo albero ha subito un significativo deterioramento che lo ha messo a rischio. L'albero muore il 14 gennaio 2015, fatto certificato il giorno successivo dall'Università dei Paesi Baschi. Il 2 marzo 2015 è stato sostituito da un albero nato nel 2000 da una ghianda della quercia precedente (cioè fratello di quello piantato nel 2005 e sostituito quello del 1858), cresciuto per due anni in un vivaio della società forale Basalan vicino a Bilbao, incaricato della coltivazione di germogli dell'albero, e cresciuto in una foresta ad Arratia. La posizione dell'albero è stata leggermente modificata per migliorare le condizioni di crescita delle radici.
Dietro il tempio c'è un albero piantato il 3 febbraio 1979 da Ramón Rubial che gode di buona salute e dovrebbe essere, secondo la tradizione, il nuovo albero.
Ci sono diversi alberi che discendono da questa quercia, che sono stati distribuiti in tutto il mondo in varie comunità della diaspora basca. Uno di loro esisteva intorno al 1985, piantato all'interno dell'edificio di un gruppo basco a Buenos Aires, il " laurak-bat " all'angolo tra i viali Belgrano e Lima. L'albero era stato lasciato in quello che era il ristorante del luogo. Un altro si trova in Plaza Vasca (-33.4256220, -70.6329888) accanto alla facciata della cappella "Maternità di Santa María Virgen", del Santuario dell'Immacolata Concezione sulla collina di San Cristóbal a Santiago del Cile.
Altri due sono registrati a Città del Messico, uno di loro è stato piantato nel 1998 dall'allora ministro della Cultura del governo basco, Mari Carmen Garmendia, presso il Colegio de las Vizcainas nel centro della città. Posizione premisurata all'interno dell'imponente edificio di oltre 10.000 mq fondato nel 1732 dai baschi Francisco de Echeveste, Manuel de Aldaco e Ambrosio de Meave, a grande testimonianza dell'importante presenza che i baschi hanno in Messico da secoli. L'altro alberello dell'Albero di Gernika è stato donato in atto ufficiale dalla Delegazione di Euskadi in Messico il 16 maggio 2006, piantandolo sulla mediana di Cicerón Street (angolo Cicerón con Moliere, Colonia Polanco), vicino alla Delegazione del governo basco e della stessa Euskal Etxea del Messico.

## Il giuramento
Il Lehendakari Jose Antonio Aguirre ha fatto qui il giuramento, il valore simbolico del sito. Le parole utilizzate sono le seguenti:
euzko-lur ganian zutunik in piedi sulla terra basca
asabearen gomutaz in memoria degli antenati
Gernika'ko zuaizpian sotto l'albero di Guernica
nere aginduba ondo betetzia zin dagit. Giuro di svolgere fedelmente la mia posizione.
Da allora questo giuramento è stato ripetuto nelle inaugurazioni di tutti i Lendakaris baschi, che si svolgono su un crocifisso e una Bibbia in basco. In tempi moderni è stata aggiunta la frase "prima di te rappresentanti del popolo", prima del "giuro".»
Questo giuramento tradizionale è stato modificato da Patxi López prima della sua investitura a Lendakari il 7 maggio 2009:
sotto l'albero di Guernica,
davanti a voi rappresentanti della cittadinanza basca,
in memoria degli antenati,
prometto dal rispetto della legge,
svolgere fedelmente la mia posizione di Lendakari.
Allo stesso modo, ha promesso una costituzione spagnola e uno statuto di Guernica.»
Tre anni dopo, il nuovo Lendakari, Iñigo Urkullu, il 15 dicembre 2012, tornato a un giuramento simile a quella tradizionale:
Jaungoikoaren eta gizartearen aurrean, davanti a Dio e alla società
euzko-lur gainean zutik	in piedi sulla terra basca
eta Gernika-ko aritzaren azpian	e sotto la quercia di Guernica
asaben gomutaz con la memoria dei nostri antenati
herri-ordezkari zareten zuen aurrean davanti a voi rappresentanti del popolo
nire agintea zintzo beteko dudala, zin dagit. Giuro di eseguire fedelmente il mio mandato.»
Il Lendakari ha prestato giuramento sullo Statuto di Guernica e sul Fuero Viejo de Vizcaya.

## Riferimenti
L'Albero ha ispirato anche altri autori. Il drammaturgo Tirso de Molina gli ha regalato alcuni versi nella sua opera La prudencia en la mujer
l'antichità che illustra i suoi signori,
senza che i tiranni l'avessero spogliata,
né offuscare i confessi oi traditori»
Da parte sua, il poeta inglese William Wordsworth pubblicò nel 1810 il sonetto The Oak of Guernica.
Di quella che a Dodona racchiudeva
(Così la fede considerava troppo affettuosamente) una voce divina
Sentita dalle profondità della sua pergola aerea -
Come puoi prosperare in quest'ora rovente?
Quale speranza, quale gioia può portarti il sole,
o le dolci brezze del mare Atlantico,
le rugiada del mattino o la tenera doccia di aprile?
Colpo misericordioso e benvenuto sarebbe quello
che dovrebbe estendere i tuoi rami sul terreno,
se mai più all'interno del loro ombroso giro
Quei legislatori di mente elevata si incontreranno,
contadino e signore, nella loro sede designata,
Guardiani dell'antica libertà di Biscaglia.»
della profetica quercia che conservava a Dodona,
una voce divina, che proveniva dalle profondità
della sua pergola aerea, secondo una fede credulissima.
Come potresti prosperare in quest'ora di distruzione?
Quale gioia e quale speranza possono portare a te, alla luce del sole
e alle dolci brezze dell'Atlantico?
O le tenere piogge di aprile e le rugiada mattutine?
Se all'interno del tuo circolo oscuro, gli
abitanti dei villaggi e i signori non si riuniranno mai nei loro seggi designati,
quegli alti legislatori,
guardiani dell'antica libertà di Vizcaya,
il colpo sarebbe misericordioso e benvenuto.
per diffondere i tuoi rami sulla terra.»
La traduzione spagnola del sonetto è di Justo Gárate.

## L'inno
Gernikako arbola è anche il titolo di una canzone, in forma di zortziko, presentata a Madrid nel 1853 dal bardo basco José María Iparraguirre, musica di Juan María Blas de Altuna y Mascarua, organista della basilica di Lequeitio, che celebra l'albero e la libertà dei Paesi Baschi. Tale canzone è un inno non ufficiale dei Paesi Baschi ed è stata definita "la Marsigliese dei baschi".
Questo è il testo della canzone Gernikako Arbola in basco gipuzkoano e la sua traduzione in italiano:
Da bedeinkatua

Euskaldunen artean

Guztiz maitatua:

Eman ta zabaltzazu

Munduan frutua,

Adoratzen zaitugu

Arbola santua."

"Milla urte inguruda

Esaten dutela

Jainkoak jarrizubela

Gernikako arbola:

Zaude bada zutikan

Orain da denbora,

Eroritzen bazera

Arras galdugera."

"Etxera eroriko

Arbola maitea,

Baldin portatzen bada

Bizkaiko juntia:

Lauroc artuko degu

Surekin partia

Pakian bizi dedin

Euskaldun gendia."

"Betiko bizidedin

Jaunari eskatzeko

Jarri gaitezen danok

Laster belauniko:

Eta biotzetikan

Eskatu ezkero

Arbola biziko da

Orain eta gero."

"Arbola botatzia

Dutela pentzatu

Euskal Herri guztian

Denak badakigu:

Ea bada gendia

Denbora orain degu,

Erori gabetanik

Iruki biagu."

"Beti egongozera

Uda berrikua,

Lore aintzinetako

Mantxa gabekoa:

Errukizaitez bada

Biotz gurekoa,

Denbora galdu gabe

Emanik frutuba."

"Arbolak erantzun du

Kontuz bizitzeko,

Eta biotzetikan

Jaunari eskatzeko:

Gerrarik nai ez degu

Paquea betiko,

Gure lege zuzenak

Emen maitatzeko."

"Erregutu diogun

Jaungoiko jaunari

Pakea emateko

Orain eta beti:

Bay eta indarrare

Zedorren lurrari

Eta bendizioa

Euskal Herriari."

"Orain kantaditzagun

Laubat bertzo berri

Gure probintziaren

Alabantzagarri:

Alabak esaten du

Su garrez beterik

Nere biotzekua

Eutziko diat nik."

"Gipuzkoa urrena

Arras sentiturik

Asi da deadarrez

Ama gernikari:

Erori etzeitzen

Arrimatu neri

Zure zendogarria

Emen nakazu ni."

"Ostoa berdia eta

Zanac ere fresco,

Nere seme maiteac

Ez naiz eroriko:

Beartzen banaiz ere

Egon beti pronto

Nigandikan etzaiac

Itzurerazoko."

"Guztiz maitagarria

Eta oestargina

Begiratu gaitzasu

Zeruko erreguina

Gerrarik gabetanik

Bizi albagina.

Oraindano izandegu

Guretzano dina."»
è benedetto

tra i Baschi

immensamente amato:

Dona e consegna

i frutti sul mondo.

Ti adoriamo,

sacro albero."

"Mille anni,

dicono

da quando Dio ha piantato

l'albero di Guernica:

Alzati dunque

è giunta l'ora,

Se tu cadi

noi periremo facilmente."

"Non cadrai

caro albero,

se l'assemblea di Biscaglia

si comporterà bene:

Noi quattro ci schiereremo

dalla tua parte

in maniera che

il popolo basco viva in pace."

"Per farlo vivere per sempre

preghiamo il Signore

tutti noi

inginocchiamoci velocemente:

e dal cuore

per nostra richiesta

l'albero vivrà

ora e per sempre."

"Per abbattere l'albero

quello che hanno ideato

in Euskal Herria

noi tutti lo sappiamo:

Dunque gente

è giunta l'ora

dobbiamo tenerlo su

e non farlo cadere."

"Tu avrai sempre

una nuova estate,

senza l'onta

di fiori della vecchiaia.

Facci una grazia

tu del nostro cuore,

non perdere tempo

dacci i tuoi frutti."

"L'albero rispose

che dobbiamo vivere saggiamente,

e nei nostri cuori

preghiamo il Signore:

Noi non vogliamo guerre

che ci possa essere pace per sempre,

le nostre giuste leggi

per volerci bene qui."

"Noi preghiamo

il Signore Dio

dacci la pace,

ora e per sempre:

e forza anche

alla Sua terra

e la benedizione

per Euskal Herria."

"Ora lasciateci cantare

quattro nuovi versi

in preghiera

della nostra provincia:

Alava dice

piena di eccitazione

l'unità del mio cuore

conserverò."

"Gipuzkoa dopo

molto commossa

ha cominciato con la chiamata

a madre Guernica:

Non cadere

vieni vicino a me

il tuo rinforzo

lo trovi in me"

"La verde foglia e

il fresco zañac,

miei cari figli

non li lascerò cadere:

Se ne avrò bisogno

siate sempre pronti

i nemici intorno a me

a far battere in ritirata."

"Sempre amabile

e oestarguiña

guarda a noi

regina del Paradiso

smettere la guerra

così possiamo.

Lei è stata fino ad ora

buona con noi."»

## In letteratura
Tirso de Molina definisce il Gernikako Arbola nella maniera seguente: